# ماجراجویی کمی بزرگ
ماجراجویی کمی بزرگ (انگلیسی: Little Big Adventure) یک بازی ویدئویی اکشن-ماجرایی تک‌نفره برای سکوهای ام‌اس-داس، پی‌سی-۹۸، اف‌ام تاونز، پلی‌استیشن، آی‌اواس و اندروید می‌باشد که توسط آدلاین سافت‌ویر اینترنشیونال توسعه و الکترونیک آرتس، اکتیویژن، الکترونیک آرتس ویکتور و دات‌امیو نشر پیدا کرده است.
این بازی اولین در اکتبر ۱۹۹۴ در اروپا به صورت سی‌دی-رام و فلاپی‌دیسک منتشر و بیش از چهارصدهزار نسخه فروخته شد.